# بریجز ۴۰۲۹
سیارک ۴۰۲۹ (به انگلیسی: 4029 Bridges، نامگذاری:1982KC1) چهار هزار و بیست و نهمین سیارک کشف شده‌است که در ۲۴ مه ۱۹۸۲ کشف شد.
قدر مطلق سیارک برابر ۱۲٫۹۰ است.